# Navjote

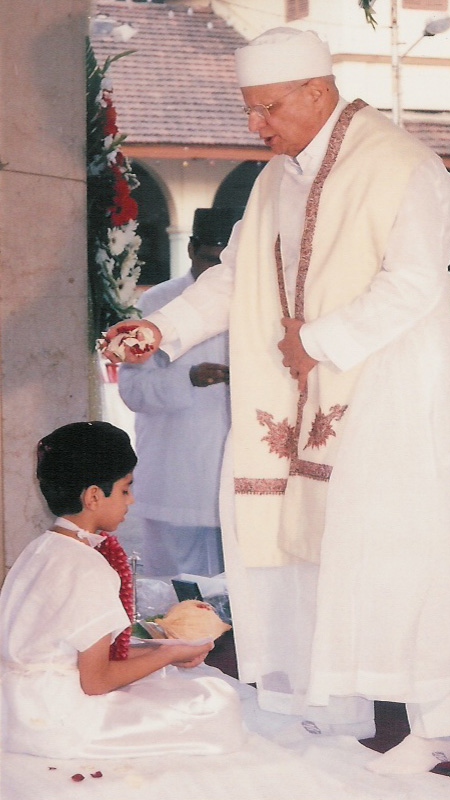
Navjote-Zeremonie

Die Navjote-Zeremonie ist in der zoroastrischen Religion die rituelle Bekleidung mit Hemd (Sedre) und Gürtel (Kusti). Da das Tragen von Sedre und Kusti das identifizierende Merkmal des Gläubigen ist, hat das Navjote-Ritual den Charakter einer Initiation in die Religionsgemeinschaft.
Bei den Parsen in Indien wird vor der Einkleidung ein Reinigungsritual durchlaufen und es wird ein Sündenbekenntnis rezitiert, was ebenso wie die Einkleidung selbst von einem Priester (Mobed) durchgeführt wird. Bei der Einkleidung streift der Priester das Sedre über das Kind und hilft ihm anschließend beim ersten Binden des Kusti. Nach der Einkleidung malt der Priester dem Kind ein rotes Glückszeichen auf die Stirn, überreicht ihm von einem Metalltablett glücksbringende Gegenstände (z. B. eine Kokosnuss), spricht über das vor ihm sitzende Kind Segensformeln und bewirft es mit Rosenblättern, Reiskörnern, Granatapfelsamen und Kokosraspeln. Anschließend findet eine große Feier statt, bei der das Kind Geschenke erhält.
In Indien erfolgt die Einkleidung im Alter von sieben bis zehn Jahren, im Iran sind die Kinder etwas älter. Eingekleidet werden bei den konservativen Zoroastriern nur deren (männliche) Nachkommen, was dort zum Rückgang der Zahl der Gläubigen beiträgt.